# Lambda Scorpii
Désignations
Lambda Scorpii (λ Sco) dans la Désignation de Bayer est un système stellaire au moins triple qui constitue la deuxième étoile la plus brillante de la constellation du Scorpion et l'une des plus brillantes du ciel nocturne. L'étoile principale du système, λ Scorpii Aa, est nommée Shaula.

## Nomenclature
Shaula est le nom propre de Lambda Scorpii / λ Sco aujourd’hui retenu par l’Union astronomique internationale (UAI). C’est l’arabe الشولة al-Šawla, « la Partie relevée [de la Queue] », soit le nom du groupe λυ Sco, qui est un des noms de la XIXe des manāzil al-qamar ou « stations lunaires ». L'étoile individuelle λ Sco apparaît sous le nom Scoulet alacrab dans les Tables tolédanes, appellation qui assume les formes les plus diverses dans les siècles qui suivent, comme le relève Richard Allen (1899): on trouve notamment Moschleck dans l’Uranometria de Johann Bayer (1603), que le philologue Joseph Juste Scaliger (1579) a essayé d’expliquer par l’arabe مشالة mušāla, littéralement « relevée ». Il fallut attendre la traduction du یجِ سلطانی Zīğ-i Sulṭānī ou « Tables sultaniennes » d’Uluġ Bēg (1437) pour que Thomas Hyde (1665) explique toutes ces formes par corruption de l’arabe الشولة qu’il transcrit Alshaula, ce qui permet à Giuseppe Piazzi (1814), d’introduire le nom Shaula pour cette étoile.
Lambda Scorpii est Sharur dans l’astronomie mésopotamienne. Nous pouvons en effet lire : šar-ùr u d.šar-gaz, soit « les dieux Sharur et Shargaz » pour λ et υ Sco, sur la tablette dite MUL.APIN, le premier traité d'astronomie trouvé à Ninive dans la bibliothèque d'Assurbanipal et datant au plus tard de 627 av. è. c. Sharur et Shargaz, dont la signification est à peu près identique pour les pour les deux noms, à savoir « Celle qui écrase, détruit, etc. mille [ennemis] », sont, au départ, les armes symboliques divinisées de différents dieux sumériens, qui cèdent tous la place à Babylone, à partir de la fin du 2e millénaire, au dieu suprême Marduk.

## Situation et luminosité
λ Scorpii est, avec υ Scorpii, l'une des deux étoiles constituant le dard au bout de la queue du scorpion que représente la constellation homonyme. Ces deux étoiles étaient par conséquent anciennement nommées Shaula, nom dérivé de l'arabe الشولاء (aš-šawlā’), qui signifie « la [queue] levée » (en parlant de la queue du scorpion). Aujourd'hui, ce nom ne désigne plus que l'étoile la plus brillante des deux, λ Scorpii, tandis que υ Scorpii est aujourd'hui nommée Lesath. En 2016, l'Union astronomique internationale a formé un groupe de travail afin de cataloguer et normaliser le nom propre des étoiles. Le premier bulletin du groupe de travail, publié en juillet 2016, comprenait une table avec les deux premières séries de noms approuvés, dont le nom « Shaula » spécifiquement pour l'étoile λ Scorpii Aa, la composante la plus brillante de λ Scorpii. L'UAI a en effet décidé d'attribuer des noms aux étoiles individuelles et non aux systèmes.
Bien que Johann Bayer donnât à Shaula la lettre lambda (la 11e lettre de l'alphabet grec) dans sa désignation, probablement en raison de sa position très au sud, l'étoile est la deuxième plus brillante de sa constellation, seulement surpassée par Antarès (α Scorpii). Avec une magnitude apparente de 1,63, elle est au coude-à-coude avec Gamma Crucis (Gacrux) pour la 24e place parmi les étoiles les plus brillantes du ciel. Parmi les étoiles de seconde magnitude, seule Castor (α Geminorum), dans les Gémeaux, est plus brillante.
Bien que les deux étoiles du dard du Scorpion soient proches dans le ciel, à seulement un demi-degré d'écart, elles ne forment pas un vrai couple : λ Scorpii se trouve à une distance de 365 années-lumière alors que υ Scorpii est plus loin, à 520 années-lumière. Cependant, ces deux étoiles font partie, avec plusieurs autres du sud du Scorpion, de l'association Scorpius OB1.

## Structure et membres
Lambda Scorpii est une étoile au moins triple, constituée de deux étoiles B et d'une étoile de la pré-séquence principale ainsi que, peut-être, de deux compagnons plus éloignés.
La composante principale, Lambda Scorpii A, est une sous-géante appartenant à la séquence principale de type spectral B. Avec une magnitude apparente de +1,62 et une magnitude absolue de -5,05, elle est environ 10 000 fois plus lumineuse que le Soleil.
Lambda Scorpii B est une étoile de magnitude +15, orbitant autour de la première et située à 42 secondes d'arc, ce qui compte tenu de la distance d'observation la situe à environ 3 500 unités astronomiques de la première.
La troisième composantes, Lambda Scorpii C[réf. nécessaire], possède une magnitude de +12, et est située à 95 secondes d'arc, soit au moins 8 000 ua (0,13 année-lumière).